# Jan Ancuta
Jan Ancuta inna forma nazwiska: Ańcuta herbu Ancuta, krypt.: J. A., (ur. ok. 1750, zm. po 1797) – poeta polski, urzędnik.

## Życiorys

Ancuta

Pochodził z Litwy. Jego ojcem był Adam Antoni Ancuta – sędzia grodzki brzeskolitewski od roku 1771, a od 1779 – ziemski. Matką Jana Ancuty była Aniela z Wołodkiewiczów. Jan Ancuta od roku 1770 mieszkał w Warszawie, gdzie zadebiutował jako poeta. W latach 1788–1790 był sekretarzem Komisji Skarbowej Wielkiego Księstwa Litewskiego oraz sekretarzem konfederacji sejmowej (nominacja z 8 października roku 1788) z prowincji litewskiej. W okresie Targowicy mieszkał w pałacu Saskim. W roku 1794 podpisał akces do powstania (przebywał wówczas w Warszawie). Od końca roku 1796 przebywał w Petersburgu. Jego dalsze losy pozostają obecnie nieznane.

## Twórczość
Autorstwo wierszy przypisywanych Ancucie często nie jest pewne. Przypisywane mu są niektóre wiersze czasem uznawane za twórczość Naruszewicza, Węgierskiego, F. Zabłockiego. Pisywał, pod wpływem Tomasza Kajetana Węgierskiego (już w roku 1787 przypisywano mu najlepsze wiersze Ancuty) i jego następców, wiersze satyryczne i obyczajowe (m.in. Spacer nocny po Warszawie). Wiersze te za życia autora nie były drukowane.

### Ważniejsze utwory
- Na dniu rocznicy szczęśliwej koronacji Najjaśniejszego Pana do... Józefa Judyckiego strażnika w... oda od życzliwego sługi J. A. Roku 1777 dnia 25 decembra w Wilnie, (Wilno 1777), egz. w Bibliotece PAN w Gdańsku, sygn. 788/56, (autorstwo niepewne, według hipotezy E. Rabowicza)
- Suplement "Przewodnikowi warszawskiemu" przez innego autora wydany w tymże roku 1779; rękopis (kopia) w Archiwum Historycznym w Kijowie: zbiór 228, rejestr 2, nr 14, mikrofilm w posiadaniu E. Rabowicza; fragmenty ogł.: J. W. Gomulicki Nowe Książki 1957, nr 22; Stolica 1962, nr 6-7, (poemat uzupełniający poemat J. Czyża; przypisywany także A. Kossakowskiemu)
- (Wiersz w obronie sławy "ślicznej Antosi"), powst. około 1779; rękopisy: Biblioteka Kórnicka, sygn. 1619, s. 34-36, pt. Odpis na też same; Biblioteka Narodowa, nr akc. 5396, pt. Ancuta do Anulki Rogozińskiej, (odpowiedź na wiersz J. Czyża: Doniesienie przyjacielowi, wywołująca z kolei wierszowaną replikę Czyża)
- Bigos z wierszów, rękopisy: Biblioteka Jagiellońska, sygn. 6180; Biblioteka Narodowa, nr akc. 5396; Biblioteka Polska w Paryżu, sygn. 111; fragmenty ogł. J. W. Gomulicki Nowe Książki 1960, nr 1, (mylnie przypisywany także Naruszewiczowi)
- Nie masz zgody, fragm. z rękopisu Biblioteki KUL, sygn. 403, ogł.: J. Kott, S. Lorentz Warszawa wieku Oświecenia, Warszawa 1954; całość – R. Kaleta w druczku bibliofilskim: Nie masz zgody. Trzy satyry z wieku Oświecenia, Wrocław 1957; inne rękopisy: Archiwum Główne Akt Dawnych (zbiory Branickich z Suchej, sygn. 209/249, s. 55 – z zaznaczeniem autorstwa Ancuty); Biblioteka Jagiellońska, sygn. 6899 (pt. Prognostyk zgody cesarza z Prusakiem); Biblioteka Narodowa, nr akc. 5401; Muzeum Narodowe Kraków, sygn. 478
- Powinszowanie imienin panu Kazimierozwi (inc.: Żonkić nie trzeba ani pięknych dziewek...); rękopis: Biblioteka Jagiellońska, sygn. 7042, s. 339; fragm. (bez wskazania autora) z rękopisu Biblioteki PAN Kraków, sygn. 613, ogł.: J. Kott, S. Lorentz Warszawa wieku Oświecenia, Warszawa 1954
- Skarga Kupidyna, z rękopisu Biblioteki PAN Kraków, sygn. 615, ogł.: J. Kott Poezja polskiego Oświecenia. Antologia, Warszawa 1954, wyd. 2 Warszawa 1956
- Zła para, rękopis: Biblioteka Narodowa, nr akc. 5396.

Wierszami Ancuty według J. W. Gomulickiego mają być ponadto wiersze przypisywane T. K. Węgierskiemu i F. Zabłockiemu: Bielany, W poniedziałek Zielonych Świąt, Do przyjaciela na wsi, List z Warszawy do przyjaciela siedzącego na wsi, Na bal księcia Marcina Lubomirskiego, Spacer nocny po Warszawie, Spędzenie czasu. B. Erzepki, za rękopisem Biblioteki Kórnickiej, sygn. 1619, przypisuje Ancucie wiersz Wróbel (lub Dwa wróble), znany jako utwór Węgierskiego (Teki B. Erzepkiego, rękopis: Biblioteka Raczyńskich). Odpisy niektórych wierszy Ancuty w papierach L. Bernackiego w Ossolineum, sygn. 7070/II, teka 43).